# The Transfer Agreement
«Соглаше́ние о трансфе́ре» (англ. The Transfer Agreement), полное название 1-го издания «Соглаше́ние о трансфе́ре: Нерасска́занная исто́рия о та́йном соглаше́нии ме́жду Тре́тьим ре́йхом и евре́йской Палести́ной» (англ. The Transfer Agreement: The Untold Story of the Secret Agreement between the Third Reich and Jewish Palestine) — документальное исследование северо-американского журналиста Эдвина Блэка о соглашении Хаавара, вышедшее в 1984 году в Нью-Йорке в издательствах Dialog Press и Macmillan.
Название следующих изданий «Соглаше́ние о трансфе́ре: Драмати́ческая исто́рия о па́кте ме́жду Тре́тьим ре́йхом и евре́йской Палести́ной» (англ. The Transfer Agreement: The Dramatic Story of the Pact Between the Third Reich and Jewish Palestine)
Книга подверглась жёсткой критике специалистов за спекуляции и неверные выводы в связи с низкой квалификацией автора.

## История создания
Исследование посвящено заключённому 7 августа 1933 года соглашению между лидерами сионистского движения и нацистской Германией о переселении немецких евреев в Палестину.
Идея книги возникла в 1978 году как реакция на марш неонацистов в еврейском предместье Чикаго, где родился и в то время проживал Эдвин Блэк. Молодой журналист был потрясён пассивным отношением некоторых еврейских лидеров, нежеланием противостоять шествиям со свастикой. Тогда раввин Байрон Шервин (Rabbi Byron Sherwin) рассказал о «многих загадках» относительно еврейского ответа нацизму, одна из которых была связана с соглашением о трансфере, по его словам, даже сомневаясь в его существовании. Данные обстоятельства дали толчок к исследованию вопроса и написанию книги.

## Содержание
Блэк подробно пересказывает историю соглашения, заключённого между сионистами и правительством нацистской Германии в 1933 году. В соответствии с этим соглашением немецким евреям было разрешено эмигрировать в Палестину и получить небольшую часть своего имущества. Эта часть включала в том числе выплаты от импорта в Палестину немецких товаров.
Книга начинается с реакции евреев США на приход нацистов к власти и их антисемитскую политику. Американский еврейский конгресс и Бнай Брит публично осудили рост насилия по отношению к евреям. Еврейские ветераны Первой мировой войны призвали к бойкоту немецких товаров. Этот призыв был поддержан многими евреями и неевреями. Гитлер ответил на это масштабным антиеврейским бойкотом 1 апреля 1933 года и начал публичное давление на евреев Германии с целью заставить их эмигрировать.
Однако немецкое законодательство запрещало вывоз валюты и капитала из страны при эмиграции ещё с 1931 года. Это было препятствием для эмиграции евреев, которые хотели выехать в Палестину. При этом британское правительство в целях снижения недовольства арабов ограничивало въезд на подмандатную территорию для евреев. От ограничительной квоты были освобождены иммигранты с ввозимым капиталом более £ 1000 (около $ 5000). Это ограничение и стало той точкой, на которой согласовывали свои интересы сионисты и власти Германии.
Сионисты руководствовались следующими соображениями. Они осознавали опасность для немецких евреев под нацистским контролем и стремились создать еврейское государство в Палестине, отвергая иные варианты вывоза евреев из Европы. Экономика Палестины в этот период не могла выдержать прибытия огромного числа беженцев, но вливание капитала и приезд квалифицированных специалистов увеличивали возможности для дальнейшего приёма еврейских иммигрантов.
Нацисты, со своей стороны, желали избавиться от евреев, оставив себе большую часть их богатства. При этом в условиях мировой депрессии и массовой безработицы они крайне нуждались в рынках сбыта немецких товаров. Основным мотивом было стремление ослабить всемирный антигерманский торговый бойкот, действовавший с марта 1933 года. Таким образом, они сделали нарушение бойкота условием для разрешения на выезд евреев.
Пакт был окончательно доработан летом 1933 года. Немецкие евреи, выезжающие в Палестину, могли положить свои средства на специальный счёт в Германии. За средства с этого счёта приобретались немецкие товары, продавались в Палестине за британские фунты и эмигранты получали средства от этой продажи. В итоге эмигранты могли получить примерно половину денег от оставленных в Германии — с учётом того, что 25 % активов сразу конфисковывались немецкими властями.
Информация о соглашении вызвала разногласия и конфликты в сионистских организациях в США и Европе в связи с отношением к бойкоту немецких товаров. Ревизионисты под руководством Владимира Жаботинского резко критиковали «предательство» немецких евреев, социалистические сионисты поддерживали соглашение. Итоговая резолюция санкционировала заключение соглашения руководством Всемирной сионистской организации (ВСО).
Описав на 371 странице события, приведшие к подписанию соглашения, Блэк посвятил менее 9 страниц осуществлению и результатам этой политики. По его мнению, соглашение позволило 60 000 немецких евреев получить убежище в Палестине, укрепив там сионистское присутствие и экономическую инфраструктуру, переведя туда 100 миллионов долларов. Блэк считает, что следствием этого стала возможность ишува выдержать столкновения с арабами в конце 1930-х и британцами в 1940-х, а также появление жизнеспособного государства в 1948-м. Блэк критикует руководство ВСО за соглашательство, немецких и социалистических сионистов за безразличие к судьбе диаспоры и так далее. По мнению Блэка поддержка международного бойкота могла обрушить экономику Германии и даже свергнуть нацистский режим.

## Оценки
В 1985 году автор получил премию Карла Сэдберга за лучшую книгу, не относящуюся к жанру художественной литературы и был номинирован на Пулитцеровскую премию.
Однако содержание книги вызвало жёсткую критику со сторону учёных-историков. В частности, подробные рецензии на книгу Блэка написали профессор современной истории Германии Иллинойсского университета в Чикаго Ричард Леви, профессор современной еврейской истории университета Сан-Диего Лоуренс Барон и профессор ближневосточных исследований и иудаики Брандейского университета Бенджамин Халперн. Отдавая должное деталям изложения Блэком переговоров, приведших к соглашению Хаавара, эти специалисты выдвинули серьёзные претензии к последней части книги, где Блэк описывает осуществление и результаты соглашения, выдвигая при этом ряд необоснованных обвинений, предположений и выводов. Все три критика отмечают некомпетентность Блэка в исторической науке, утверждают, что он неверно трактует политику движения против бойкота Германии и некритически относится к первичным источникам.
Ричард Леви написал, что Блэк игнорирует научную литературу по теме. Критик считает, что самое возмутительное в книге — это её концовка. В ней Блэк ставит три вопроса:
1. Мог ли антинацистский бойкот сработать?
2. Было ли создание современного Израиля результатом этого соглашения?
3. Несут ли сионисты, подорвавшие движение бойкота, вину за Гитлера и, соответственно, за Холокост?

На эти вопросы Блэк отвечает «да», «да» и «нет», хотя читатель книги подведен к ответу «да» и на последний вопрос. По мнению Леви, «серьёзные ученые ответили бы отрицательно всем трём». Историк полагает, что к известным историческим фактам Блэк добавил «конспирологию, инсинуации и сенсационность», ничего нового, но много неверного и аморального.
Лоуренс Барон считает, что концовка книги Блэка — это сомнительная ретроспективная спекуляция и несправедливое очернение мотивов тех, кто защищал соглашение Всемирной сионистской организации с нацистской Германией. Барон указывает на антиисторические инвективы Блэка, который, будучи вооружённым знанием конца XX века о Холокосте, предъявляет претензии сионистам начала 1930-х по сути в том, что они не были гениальными провидцами. Аналогичную проблему отмечает также Бенджамин Халперн. По его мнению, упрощённая картина противостояния сторонников бойкота со сторонниками строительства «еврейского дома» в Палестине ведёт к неверному представлению ситуации в виде борьбы добра и зла. Архивы, по мнению Халперна, следует использовать чтобы лучше понимать мотивы действий людей в прошлом, когда у них ещё не было существующего сегодня знания о последствиях их решений. Но Блэк в этом понимании, как считает Халперн, не преуспел.
Так же как и Леви, Барон не согласен с выводом Блэка, что руководство ВСО подорвало потенциально успешный антифашистский бойкот. Барон отмечает доверие Блэка к источникам как сторонников бойкота, так и нацистов, без различения фактов и пропаганды. По оценке Барона, вероятность разрушения немецкой экономики при отказе от соглашения о трансфере была крайне низкой. А в случае, если бы немецкая экономика пострадала сильнее, чем предполагается, то стоило ожидать усиления антисемитизма немецких властей, а не его ослабления. Барон считает, что Блэк втрое завысил численность евреев, эмигрировавших из Германии в Палестину и более чем вдвое — ввезённый ими капитал. Историк отвергает утверждение Блэка, что это был необходимым условием создания Государства Израиль. Как пишет Барон, это обесценение того, что было сделано в 1930-е годы в Палестине самими евреями и после войны благодаря международной поддержке. Барон и Халперн также критикуют публицистические приёмы Блэка, с помощью которых он представляет свою работу как якобы «открытие тайны» о соглашении, хотя информация о нём стала доступна и бурно обсуждалась при его подписании, а с тех пор о нём было опубликовано три отдельные книги и множество научных статей. Халперн называет это рекламным приёмом, привлекательным для издателя
Халперн пишет, что утверждение Блэка о возможности падения нацистского режима в результате бойкота содержит ряд крайне маловероятных условий, которые последовательно нанизываясь друг на друга, сводят перспективу такого сценария к нулю. Второй важный тезис Блэка состоит в том, что вопрос о поддержке бойкота был важнейшим на сионистском конгрессе 1933 года и усугубил раскол сионистского движения. Халперн утверждает, что бойкот был на съезде вопросом второстепенным и сионистское движение намного больше волновало убийство одного из лидеров социалистов Хаима Арлозорова, разногласия по тактике внутри ревизионистской организации и деятельность в условиях Британского мандата на Палестину. Более того, Халперн утверждает, что резкое противопоставление позиций в сионистском движении между социалистами и ревизионистами именно по вопросу трансфера — наименее уместное из всех известных разногласий между ними.
С критикой работы Блэка выступили также историк Генри Файнгольд и один из ведущих исследователей Холокоста Иегуда Бауэр. Бауэр писал, что внушительные суммы, полученные по соглашению, помогли созданию еврейского государства, но это никак не оправдывает утверждение Блэка, что якобы именно Хаавара позволила построить инфраструктуру для Государства Израиль.
Книга использовалась антисемитом Луи Фарраханом и конспирологом Линдоном Ларушем для утверждений, что сионизм был расистским движением, которое вело торговлю с нацистской Германией в обмен на иммиграцию богатых немецких евреев и передачу их финансовые активов в Палестину.

## Издания
Первая публикация книги вышла в 1984 году в Нью-Йорке в издательствах Dialog Press и Macmillan под названием «Не рассказанная история о тайном соглашении между Третьим рейхом и еврейской Палестиной»:
- Black, Edwin. Introduction to the 1984 Edition // The Transfer Agreement: The Untold Story of the Secret Agreement between the Third Reich and Jewish Palestine (англ.). — 1st ed. — NewYork: Macmillan, 1984. — xvi, 430 p. — ISBN 0025111302.

В том же году Macmillan издало перевод на немецком языке. Выпуски книги последующих годов (1999, 2001), как и публикация 2009 года, приуроченная 25-летию 1-го издания, выходили под несколько иным отредактированным названием «Драматическая история пакта между Третьим рейхом и еврейской Палестиной»:
- Black, Edwin. Introduction to the 2009 Edition // The Transfer Agreement: The Dramatic Story of the Pact Between the Third Reich and Jewish Palestine (англ.) / Afterword by Abraham H. Foxman. — 25th Anniversary edition. — Washington, D.C.: Dialog Press, 2009. — xxiv, 430 p. — ISBN 0914153137.